# 그 남자의 질투
《그 남자의 질투》는 2006년 4월 8일에 MBC에서 방영한 베스트극장이다.

## 등장 인물

### 주요 인물
- 정겨운 : 이준기 역
- 김별 : 사라 역
- 주호 : 양찬모 역
- 진가영 : 이나영 역

### 그 외 인물
- 이인철 : 사라의 삼촌 역
- 이대연 : 담임교사 역
- 오만석 : 국어교사 역
- 김지혜 : 교사 역
- 민지영 : 준기의 어머니 역
- 이형석 : 민호 역
- 심진보 : 뽀삐 1 역
- 김건우 : 뽀삐 2 / 무수리 2 역
- 박주현 : 뽀삐 3 / 무수리 3 역
- 이송희 : 무수리 1 역
- 최윤정 : 교복매장 직원 역
- 서정주 : 수학교사 역
- 양용 : 미술교사 역